# 装饰艺术、陶瓷和时尚博物馆
装饰艺术、陶瓷和时尚博物馆（法语：Musée des Arts décoratifs, de la Faïence et de la Mode）是法国马赛的一个博物馆。

## 历史
2013年6月15日开幕，设于马赛第八区克洛贝大道（Avenue Clot-Bey）134号的博雷利城堡（Château Borély）。
博物馆收藏了原马赛陶瓷博物馆（Musée de la Faïence de Marseille）即帕斯特城堡（Château Pastré）、时尚博物馆、康提尼博物館（Musée Cantini）的装饰艺术收藏、马赛老城博物馆的藏品，以及博雷利城堡的家具。博物馆共有家具200件、装饰艺术品563件、陶瓷750件、时装5,600件、配件1,600件以及香水瓶100只。